# Amazing Grace (álbum de Aretha Franklin)
Amazing Grace es un álbum de la cantante estadounidense Aretha Franklin. Fue grabado en vivo en enero de 1972 en la New Temple Missionary Baptist Church de Los Angeles, en colaboración con el Reverendo James Cleveland y el Southern California Community Choir. La grabación fue publicada en un álbum doble el 1 de junio de 1972 por Atlantic Records.
El álbum fue un éxito, tanto a nivel de crítica como de ventas, superando los dos millones de copias vendidas en Estados Unidos y recibiendo la certificación de doble disco de platino. En 1973, Franklin recibió por este trabajo el Premio Grammy a la Mejor Interpretación de Góspel Soul del año. Desde el año 2017, es el álbum más vendido de toda la carrera discográfica de Aretha Franklin y así como el álbum de góspel más vendido de todos los tiempos.

## Recepción
En una reseña para la Revista Rolling Stone en 1972, Jon Landau escribió: "Amazing Grace es más un gran álbum de Aretha Franklin que un gran álbum de gospel. Hace estragos en los estilos tradicionales pero canta 'como nunca antes' en un disco. La liberación y el abandono que ella siempre ha implicado en sus mejores momentos ahora se logran total y consistentemente". Landau se sintió "impresionado primero por la amplitud y profundidad del arreglo y luego por la brillantez de su voz principal", y elogió su actuación como "una exhibición virtuosa de pirotecnia góspel, realizada con control e imaginación".
Robert Christgau fue menos estusiasta respecto al álbum. En su libro de 1981 Christgau's Record Guide: Rock Albums of the Seventies escribió: "Porque no creo que la gracia de Dios sea asombrosa ni creo que Jesucristo es su hijo, me resulta difícil relacionarlo con grupos de góspel tan seminales como Swan Silvertones y Dixie Hummingbirds, y tienen aún más problemas con el estilo coral institucional de James Cleveland. Hay una pureza y una pasión en este doble LP grabado en la iglesia que he extrañado en Aretha, pero todavía encuentro que la sección de ritmo tenue y la llamada y respuesta generalizada transmite más falta de objetivos que inspiración. O tal vez simplemente confío más fácilmente en su don de fe cuando se transpone al ámbito secular".
Rolling Stone incluyó el álbum en el puesto número 154 de su lista de 'Los 500 mejores álbumes de todos los tiempos'.

## Lista de canciones
| Disco 1 Cara A |                                                             |          |  |
| N.º            | Título                                                      | Duración |  |
| 1.             | «Mary, Don't You Weep»                                      | 7:29     |  |
| 2.             | «Medley: Precious Lord, Take My Hand / You've Got a Friend» | 5:34     |  |
| 3.             | «Let Us Go Back to the Old Landmark»                        | 3:40     |  |
| 4.             | «Give Yourself to Jesus»                                    | 5:16     |  |

| Disco 1 Cara B |                                  |          |  |
| N.º            | Título                           | Duración |  |
| 1.             | «How I Got Over»                 | 4:22     |  |
| 2.             | «What a Friend We Have in Jesus» | 6:03     |  |
| 3.             | «Amazing Grace»                  | 10:45    |  |

| Disco 2 Cara A |                                     |          |  |
| N.º            | Título                              | Duración |  |
| 1.             | «Precious Memories»                 | 7:20     |  |
| 2.             | «Climbing Higher Mountains»         | 2:32     |  |
| 3.             | «Remarks by Reverend C.L. Franklin» | 1:56     |  |
| 4.             | «God Will Take Care of You»         | 8:48     |  |

| Disco 2 Cara B |                           |          |  |
| N.º            | Título                    | Duración |  |
| 1.             | «Wholy Holy»              | 5:30     |  |
| 2.             | «You'll Never Walk Alone» | 6:31     |  |
| 3.             | «Never Grow Old»          | 9:57     |  |

## Documental
La grabación de Amazing Grace, fue filmada por el director Sydney Pollack para Warner Bros., con el objetivo de ser estrenada junto a la película Super Fly en 1972. Sin embargo, resultó imposible editar la cinta de Pollack debido a un fallo de sincronización del sonido con las imágenes, causado por no haber usado claqueta para las tomas. Finalmente, la película pudo ser editada en estudio 38 años más tarde de su rodaje. Antes del fallecimiento de Pollack en 2008, entregó el metraje a Alan Elliott, quien, tras dos años de trabajo, logró sincronizar la imagen y el sonido para completar la película.
Elliott planeó estrenar el documental en 2011, pero tuvo que desistir al ser denunciado por Franklin por usar su imagen sin permiso. Sin embargo, el contrato original firmado por Franklin en 1972 fue hallado por Warner Bros., y Elliott pudo seguir adelante con sus planes para estrenar la película en el Festival de Cine de Telluride, el Festival Internacional de Cine de Toronto y elFestival Internacional de Cine de Chicago en 2015. Franklin una vez más demandó al cineasta y se le otorgó una orden judicial de emergencia para parar la proyección en Telluride, bajo el argumento de que no había dado permiso para proyectar las imágenes. La cantante emitió un comunicado diciendo: "Prevaleció la justicia, el respeto y lo correcto y el derecho de uno a poseer su propia imagen". Debido al litigio en curso, la película también se eliminó de la programación de los festivales de Chicago y Toronto.
La película finalmente se estrenó el 12 de noviembre de 2018, tres meses después del fallecimiento de Aretha Franklin.

## Personal
- Aretha Franklin – piano, celesta y voz
- Rev. James Cleveland – piano (A1-B5, B7, C1-C4, D6-D7), lead vocals (C1)
- Cornell Dupree – guitar
- Rev. C.L. Franklin - voz
- Kenneth "Ken" Lupper – órgano, teclados
- Pancho Morales – congas, percusión
- Bernard Purdie – batería
- Chuck Rainey – bajo
- Southern California Community Choir – Coros